# NGC 7178
NGC 7178 est une galaxie spirale relativement éloignée et située dans la constellation du Poisson austral. Sa vitesse par rapport au fond diffus cosmologique est de 9 150 ± 21 km/s, ce qui correspond à une distance de Hubble de 135,0 ± 9,5 Mpc (∼440 millions d'al). NGC 7178 a été découverte par l'astronome britannique John Herschel en 1834.
Les avis diffèrent sur la classification de NGC 7176, spirale barrée (SBb) selon Wolfgang Steinicke, spirale intermédiaire selon la base de données HyperLeda et le professeur Seligman et spirale ordinaire selon la base de données NASA/IPAC.  Il n'y a pas de barre nettement visible sur l'image obtenue du relevé DSS. Aussi, la qualité de l'image obtenue des données du relevé DSS ne permet de choisir.
La classe de luminosité de NGC 7178 est II.
À ce jour, trois mesures non basées sur le décalage vers le rouge (redshift) donnent une distance de 103,233 ± 3,219 Mpc (∼337 millions d'al), ce qui est à l'extérieur des valeurs de la distance de Hubble. Notons que c'est avec la valeur moyenne des mesures indépendantes, lorsqu'elles existent, que la base de données NASA/IPAC calcule le diamètre d'une galaxie et qu'en conséquence le diamètre de NGC 7178 pourrait être d'environ 56,3 kpc (∼184 000 al) si on utilisait la distance de Hubble pour le calculer.
La galaxie LEDA 132494, rapprochée sur la sphère céleste, n'est pas une galaxie compagne de NGC 7178, car sa distance de Hubble de 82,66 ± 5,87 Mpc (∼270 millions d'al) est nettement plus petite.